# Kasiterit
Kasiterit je kositrov oksidni mineral s kemijsko formulo SnO2. Mineral je praviloma neprozoren, tenki kristali pa so lahko prosojni. Zaradi sijaja in več kristalnih ploskev se iz njega izdeluje cenjen nakit. Kasiterit je že od davnine glavna kositrova ruda in najpomembnejši vir kositra.

## Nahajališča
Glavna nahajališča kasiterita so aluvialne naplavine, ki vsebujejo obstojna nepreperela  zrna kasiterita. Največje primarno nahajališče je v  rudnikih kositrove rude v Boliviji, v katerih se kasiterit nahaja v hidrotermalnih žilah. Rudarjenje kositrove rude se razvija tudi v Ruandi, kjer so rudniki kositra, predvsem tisti v Walikaleju, glavni vzrok za konflikte v vzhodnih delih Demokratske republike Kongo.
V manjših količinah se pojavlja tudi v magmatskih kamninah. V žilah v bolivijskih rudnikih in izčrpanih rudnikih v Cornwallu je koncentriran v visokotemperaturnih kremenovih žilah in pegmatitih, povezanih z intruzivnim granitom. Žile pogosto vsebujejo tudi turmalin, topaz, fluorit, apatit, volframit, molibdenit in arzenopirit. Sedanji glavni vir kositrove rude  so aluvialne naplavine v Maleziji, Tajski, Indoneziji, pokrajini Maakhir v Somaliji in Ruski federaciji. Za rudarjenje se uporabljajo hidravlične separacijske metode, ki temeljijo na visoki gostoti kositrove rude (približno 7,0 g/cm3).

## Kristalografija
Dvojčičenje kasiterita je zelo pogosto, kar je opazno na večini primerkov. Kót v značilnem dvojčku meri približno 60°. Grozdast ali ledvičast kasiterit se imenuje tudi »leseni kositer«. 
Kakovostni kristali kasiterita so cenjeno zbirateljsko blago in surovina za izdelavo nakita. 

## Etimologija
Ime kasiterit izhaja ali iz grške besede κασσίτερος [kassíteros], ki pomeni kositer, ali iz feničanske besede Cassiterid, ki se je nanašala na Irsko in Britanijo. Slednji sta bili v antiki glavni vir kositra.  Roman Ghirshman (1954) domneva, da beseda izvira iz imena antične pokrajine in ljudstva Kassites iz zahodnega in osrednjega Irana.